# Гідровимивання
Гідровимивання (рос. гидровымывание, англ. hydroerosion, нім. Auswaschen n, Auswaschung f) – створення порожнин у масиві струменем води, що подається під тиском. Г. застосовується для запобігання раптовим викидам вугілля і газу при розкритті вугільних пластів, а також проведенні підгот. і очисних виробок. Розкриття з Г. здійснюється на крутих пластах при наявності м'яких пачок з коеф. міцності вугілля f<1 і бічних породах сер. стійкості. Проводиться через свердловини діам. 120-200 мм, число яких приймається в залежності від перетину виробки; тиск води біля насадки 4-7 МПа, витрати не менше 18 м3/год. Г. на пластах з нестійкими боковими породами і вугіллям виконується із зведенням металевого каркаса по склепінню виробки, а також з тампонуванням порід цем. розчином для створення штучного склепіння. При проведенні підгот. і очисних виробок Г. здійснюють в пачках порушеного вугілля з коеф. міцності f<0,6. Розміри порожнини залежать від потужності перем’ятої пачки, в якій вона проходиться; звичайно висота порожнини не більше 25 см, довж. 10-12 м; ширина ціликів між порожнинами не перевищує 30 см. За допомогою Г. також добувають водорозчинні к.к. (калійну і кам'яну солі, сірку і інш.).